# Super Mario Bros. 2
|  | No s'ha de confondre amb el joc anomenat Super Mario Bros. 2 al Japó o New Super Mario Bros. 2. |

Super Mario Bros. 2 (sovint abreviat com SMB2), conegut al Japó i a Corea del Sud com Super Mario USA (スーパーマリオUSA, Sūpā Mario USA) és el segon (tercer al Japó) videojoc de la sèrie Super Mario Bros.
Originalment es va llançar a la NES, el 2007 va estar disponible el joc per a la Consola Virtual de Wii (el dia 25 de maig a la regió PAL, al 2 de juliol a Amèrica del Sud, al 10 d'agost al Japó i finalment al 17 de juliol del 2008 a Corea del Sud), el 2012 i 2013 ho va estar a la de Nintendo 3DS (el dia 28 de novembre de 2012 al Japó, l'11 de juliol de 2013 a Amèrica del Nord, el 7 d'agost a Europa i el 8 a Australàsia) i el 2013 i el 2014 ho va estar a la de Wii U (el 16 de maig de 2013 la versió internacional i el 19 de març al Japó). El joc es va llançar originalment el 9 d'octubre del 1988 als EUA, el 28 d'abril del 1989 a Europa, al maig a Austràlia i al 14 de juliol del 1992 al Japó.
El joc que es va convertir en Super Mario Bros 2 va començar com un prototip per a un desplaçament vertical, de dos jugadors, joc cooperatiu d'acció. El prototip es va desenvolupar eventual en Yume Kōjō: Doki Doki Panic, un joc per a la Family Computer Disk System destinat a té in amb la tecnologia dels mitjans de comunicació l'exposició de Fuji Television, anomenat Yume Kōjō: (lit. Dream Factory).
Després de Nintendo of America considerés Super Mario Bros.: The Lost Levels ser massa difícil, Nintendo va reconstruir Yume Kōjō: Doki Doki Panic nou en un joc de Super Mario Bros. per a ser llançat en els països fora del Japó. Després del seu llançament, el joc es va convertir en un èxit comercial, i, finalment, el joc va arribar a ser ben rebut suficient que també va ser llançat en Japó. Després de realitzar l'èxit de vendes, Super Mario Bros. 2, ja que s'ha considerat un clàssic joc de Super Mario Bros. a tot el món (fins i tot al Japó), i des de llavors ha estat posat en llibertat en molts remakes incloent de ser un dels jocs de Mario en Super Mario All-Stars, i més de comptar amb la seva pròpia nova versió de Super Mario Advance.
El març del 2023 el grup de Projecte 'Ce Trencada' va traduir de manera comunitària i no oficial el joc en català.

## Jugabilitat

Super Mario Bros. 2 inclou enemics i elements diferents del joc anterior. Els personatges jugables poden recollir i llançar objectes als oponents per derrotar-los. Sobre un petit turó accessible mitjançant una planta enfiladissa hi ha una porta que connecta amb el Sub-space.

Super Mario Bros. 2 és un videojoc de plataformes de desplaçament lateral en 2D. L'objectiu del joc és navegar pel personatge del jugador a través del món del somni Subcon i derrotar l'antagonista principal Wart. El jugador assumeix el paper dels quatre protagonistes del joc: Mario, Luigi, Toad i la Princesa Toadstool. Els quatre personatges poden córrer, saltar i pujar escales o les vinyes, però cada personatge posseeix una força única que fa que es poden controlar de manera diferent. Per exemple, Luigi pot saltar més alt i la princesa Toadstool pot saltar més lluny. El jugador tria el caràcter que s'utilitzarà abans de l'inici de cada nivell. A diferència d'altres jocs de Mario, els personatges no poden derrotar els enemics saltant sobre ells; però poden estar drets, caminar en ells, i saltant dels enemics. En canvi, el personatge recull i llança objectes als enemics o llança als enemics de distància, per derrotar-los. Aquests objectes inclouen vegetals arrencats del sòl, o altres enemics.
El joc consta de vint nivells diferents a través dels set "mons", que comprenen Subcon. Cada món té un tema particular que dicta els obstacles i enemics es troben en els seus nivells, com les zones desèrtiques amb perilloses arenes movedisses i les zones cobertes de neu amb les superfícies relliscoses. Nivells contenen diverses seccions o habitacions que es connecten a través de portes o escales. Algunes habitacions són accessibles mitjançant la introducció de certs flascons. Pocions màgiques que es troben en cada nivell s'utilitzen per accedir temporalment "Sub-space", una àrea invertida on el jugador pot recollir les monedes i bolets que augmenten la salut màxima del personatge. A més, alguns flascons, quan va entrar a la Sub-space, es torci el jugador a mons posteriors, saltant-se els nivells en total. Altres articles disponibles inclouen cireres, que es recullen amb la finalitat d'adquirir una Starman; i el bloc de POW, que es pot utilitzar per destruir ràpidament tots els enemics visibles a la pantalla.
El jugador comença Super Mario Bros 2 amb tres vides extra, que es perden cada vegada que el personatge del jugador perd tota la salut de l'enemic o risc o el dany quan el personatge cau de la pantalla. El jugador pot reposar la salut mitjançant la recopilació dels cors flotants que apareixen després de derrotar a un nombre determinat d'enemics. El jugador rebrà un joc sobre en perdre totes les vides, encara que el jugador pot continuar fins a dues vegades en un joc. Vides extres addicionals poden ser obtinguts mitjançant la recopilació de Fongs 1-Up ocults o mitjançant l'ús de les monedes recollides de Sub-Space per guanyar el mini-joc de màquina escurabutxaques jugat entre els nivells.

### Personatges
El videojoc disposa de 4 personatges jugables triables:
- 'Mario'. En velocitat, té

```
estrelles; en salt, té 

estrelles; en poder, en té 
```

. Mario té les estadístiques mitjanes, fent d'ell una bona elecció en totes les situacions. Ell no té habilitats excepcionals, però, i per això no pot ser el millor en cada situació.
- 'Luigi'. En velocitat, té

```
estrelles. En salt, té 

estrelles. En poder, en té 
```

. Luigi té salt d'alçada, però necessita més temps per recollir els enemics i verdures. Ell és una mica més lent que la mitjana també.
- 'Toad'. En velocitat, té

```
estrelles. En salt, té 

estrelles. En poder, en té 
```

. Toad és el més ràpid i el més ràpid per recollir objectes. Ell té el salt més baix en el joc, però.
- 'Princesa Toadstool' (després Princesa Peach). En velocitat, té

```
estrelles. En salt, té 

estrelles. En poder, en té 
```

. Princesa Peach té un salt especial que li permet obtenir la distància després d'un salt o per mesurar el seu aterratge. Ella té les estadístiques globals febles, i ella és la més lenta i triga més temps per recollir els articles.
Personatges ajudants inclouen els Subcon, una mena de fades. Els 8-bits, l'afiliació d'enemics en el joc liderada per Wart, inclou: Albatoss, Autobomb, Beezo, Bob-omb, Cobrat, Flurry, Giant Ninji*, Giant Shy Guy*, Hoopster, Ninji, Ostro, Panser, Phanto, Pidgit, Pokey, Porcupo, Shy Guy, Snifit, Spark, Trouter, Tweeter i Whale. Els caps inclouen Birdo, Mouser, Tryclyde, Robirdo*, Fryguy, Mini Fryguy, Clawgrip, Hawkmouth i Wart. Els marcats amb asterisc (*) significa que només es veuen a Super Mario Advance.

### Ítems
Els ítems del joc són:
- 1-Up Mushroom. Quan els jugadors recullen aquest objecte, reben una vida extra.
- Birdo Egg. Rosa i vermell Birdos escupen Birdo Eggs. Els jugadors poden recollir aquests i els fan fora a Birdo de causar mal a ella.
- Bomba. Les bombes es poden trobar normalment, des de la collita les verdures, o de Mouser. Amb el temps s'exploten, destruint blocs rompibles, així com danyar als enemics i els jugadors propers.
- Cireres. Trobats escampats pels nivells, les cireres es poden recollir. Si els jugadors recullen cinc, apareix un Starman.
- Coin. Les monedes es troben només al "Sub-Space". Quan els jugadors treuen les verdures, reben monedes. Les monedes s'utilitzen en el joc de bonificació al final d'un nivell de vida extra.
- Crystal Ball. Trobat a la final del nivell, o en derrotar Birdo, Boles de Cristall permeten al Hawkmouth per obrir el que els jugadors puguin completar el nivell.
- Key. Claus obren les portes tancades, la concessió d'accés a un altre lloc del nivell. Les guarden els Phantos.
- Magic Carpet. Després que Pidgits són derrotats, els jugadors poden muntar i controlar la catifa màgica per un curt temps.
- Magic Potion. Trobat després de ser arrencat, les pocions màgiques creen un porta depenent on els jugadors els tiren. Aquesta porta condueix al món "Sub-Space".
- Mushroom. Trobats només en certs llocs del món "Sub-Space", els bolets donen un punt extra de vitalitat, un cop siguin recollits. Aquesta vitalitat es manté per a la resta del nivell. També restaura qualsevol salut perduda.
- Mushroom Block. Blocs de xampinyons són articles que llancen simples. Poden ser utilitzats com a armes o queden apilats que els jugadors puguin arribar a llocs més alts. Els seus dissenys varien d'un món a un altre.
- POW Block. Blocs de presoners de guerra poden ser llançades per crear un poderós terratrèmol. Aquest sisme derrota la majoria dels enemics a la pantalla.
- Rocket. Els coets es troben a l'herba. Si es troba un coet, que transporta automàticament als jugadors a la següent part del nivell.
- Small Heart. Es troba des del ploma d'herba, petits cors restaurar qualsevol HP que un jugador ha perdut. Si el jugador està en forma petita, el cor creix al jugador forma de Super.
- Star. Una estrella apareix després de cinc jugadors recollir cireres. Una vegada que els jugadors han recollit una estrella, esdevenen invencible durant un curt període, el que els permet derrotar la majoria dels enemics que toquen.
- Stopwatch. Es troba des del ploma herba. El cronòmetre s'atura tots els moviments de l'enemic durant un breu temps.
- Turtle Shell. Petxines de tortuga es troben a l'herba. Una vegada que tiren, llisquen per terra, en derrotar qualsevol enemic que toca. Una vegada que colpeja una paret, que es destrueix. Si els jugadors intenten aterrar a la coberta, poden muntar en ell.
- Vase. Gerros, com amb Warp Pipes, es poden introduir fent que el jugador hi entri. Gerros contenen generalment alguns articles, entre ells els blocs POW, closques de tortuga, i claus. Gerros contenen també alguns enemics, com els Shy Guys.
- Vegetables. L'arma bàsica en el joc, les verdures es va treure d'herbes i es pot llançar als enemics per derrotar-los. Verdures reboten després que arribin a un enemic, el que pot conduir a èxits consecutius en els enemics. Si una verdura derrota suficients enemics, amb vides extra poden ser recompensats.

### Mons
Per passar de nivell a nivell hi ha un passador anomenat Hawkmouth, que s'obre un cop derrotat el cap, gràcies a les boles de cristall. El primer món està basat en herba, el segon món en el desert, el tercer en cascades i coves, el quart en el gel i la neu, el cinquè amb la nit, el sisè amb el desert i el setè i últim amb el cel. Tots els mons tenen tres nivells cadascun, excepte el setè que en té dos.

## Argument
Mario, Luigi, Toad i la princesa han d'alliberar la terra dels somnis coneguda com a Subcon d'una granota anomenada Wart.

## Desenvolupament

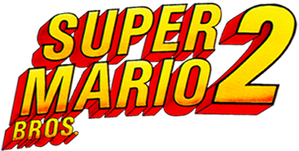
El logotip de la versió nord-americana (en la caràtula).

Originalment, Nintendo va donar a conèixer la seva versió de Super Mario Bros. 2 (després Super Mario Bros.: The Lost Levels a Occident) per a la Famicom Disk System al Japó el 1986. El seu motor és el d'un augment de Super Mario Bros, amb el mateix format bàsic del joc, però afegint més dissenys a nivell de complex, trets de caràcter, i característiques del clima. Alguns dels continguts de nivell avançat havien estat trets de l'arcade que opera amb monedes Vs. Super Mario Bros. Tots aquests factors es van combinar per produir un disseny de joc incremental significativament major dificultat.
També el 1986, els joves de la filial de Nintendo Amèrica estava completant la seva comercialització de la prova, i començant el seu llançament a nivell nacional de la nova Nintendo Entertainment System i el seu vaixell insígnia Super Mario Bros.. Aquesta adaptació americana de la plataforma Famicom havia estat del tot deliberadament retardadaarran de la crisi del videojoc de 1983, un desastre a mercat regional que el mercat japonès no havia experimentat directament. La filial no volia que la cada vegada més popular sèrie de Mario a ser conegut per la frustració màxima i, per tant, inaccessibles per a una recuperació, transfiguració, i l'ampliació de mercat - ni ser estilísticament obsolet per al moment en el japonès de Super Mario Bros. 2 podria ser finalment convertida a format de cartutx de la NES, localitzats, i produït en sèrie per als Estats Units. La utilització d'una considerable autonomia regional per tal d'evitar el risc de la popularitat de la franquícia en aquest mercat florent, van declinar llançament americà d'aquest joc i en el seu lloc van sol·licitar una nova i més agradable seqüela de Super Mario Bros. per a Occident.
El que anava a convertir-se eventualment en aquest nou joc es va originar com un prototip, desenvolupat i dirigit per Kensuke Tanabe i implementat pels seus companys de programació SRD. Aquest model de joc va posar èmfasi en el desplaçament vertical, amb dos jugadors cooperativament llançant un a l'altre, i pujant pel camí de llançar i apilant blocs. No obstant això, es va considerar l'aplicació real d'aquesta acció de desplaçament i multijugador per superar la capacitat física del maquinari de consum de Nintendo en el moment i el mode de joc es considerarà definitiva a faltar.
| «                                      | La idea era que tindria la gent ascendint verticalment, i vostè tindria ítems i blocs que es pot apilar fins anar més amunt, o vostè podria apoderar del seu amic que estava jugant amb ells i tirar per intentar seguir per ascendir... el truc vertical de desplaçament no va ser suficient per semblar jugabilitat interessant. | » |
| — Kensuke Tanabe, director de Nintendo | |   |

Poc disposat a cedir en el joc, Tanabe suspendre el prototip fins que finalment rep instrucció per utilitzar les mascotes Yume Kōjō en un joc. En col·laboració amb l'equip de Shigeru Miyamoto, van ampliar enormement la jugabilitat i desenvolupar Yume Kōjō: Doki Doki Panic per a la Family Computer Disk System, llançat al Japó el 10 de juliol del 1987.
El títol Yume Kōjō: Doki Doki Panic (夢工場ドキドキパニック, Yume Kōjō Doki Doki Panikku), Literalment, "Fàbrica de Somnis: Pànic Bategant") es deriva de "Doki Doki", una onomatopeia japonesa per al so d'un ràpidament del cor palpitant. El concepte del joc s'inspira en una cooperació de llicència entre Nintendo i Fuji Television per promoure l'esdeveniment de l'emissora, Yume Kojo'87, que va mostrar diversos dels seus últims programes de televisió i altres productes en el moment. Mentre que dos nens estan llegint una història, una mà monstruosa apareix de sobte des de l'interior de les pàgines i els segresta. Quan la resta de la família va sentir els seus crits d'auxili, salten a la història i ajuden a salvar-les. Un mico anomenat Rūsa els avisa que els té Mamu (Wart). Les mascotes del festival Yume Kojo es van convertir en protagonistes del joc,una família composta pels germans Imajin i Lina i els seus pares, Papa i Mama. La resta dels personatges del joc, incloent el principal vilà anomenat Mamu, van ser creats per Nintendo per al projecte. Yume Kōjō: Doki Doki Panic té lloc dins d'un llibre amb un entorn àrab. Els quatre personatges són opcionalment jugables, encara que el joc no està completament acabat fins que el jugador esborra tots els nivells d'ús de cada protagonista.
Per a la conversió d'Amèrica en Super Mario Bros 2, es van fer molts canvis gràfics a la mirada, l'animació, i la identitat dels paisatges i els personatges. Les semblances dels personatges de Mario, Luigi, la Princesa Peach, Toad eren incorporats en els seus respectius models de contrapartida d'Imajin, Mama, Lina, i Papa. Això va marcar la primera vegada que Mario i Luigi tenien perceptiblement diferents alçades, i Miyamoto es va originar el "aleteig" d'animació de les cames de Luigi, per justificar la capacitat de salt millorada vist en el personatge Mama corresponent. Yume Kōjō: Doki Doki Panic necessitava alguns retocs per a la seva conversió en la sèrie de Mario, perquè ja havia contingut característiques familiars: l'Estrella, efectes de so per a les monedes i saltar, blocs de presoners de guerra, zones d'ordit, i una banda sonora composta pel compositor original de Super Mario Bros. Koji Kondo. Per reduir la dificultat general del joc, els dissenyadors realitzarn canvis tècnics menors. No es va optar per mantenir l'últim requisit de Yume Kōjō: Doki Doki Panic per completar cada nivell amb cada protagonista; per tant, aquest nou Super Mario Bros. 2 es pot completar en una sola passada per qualsevol combinació de caràcters. I en la tradició de la sèrie Mario, van agregar la capacitat d'executar, amb el botó B.
Aquesta versió occidental de Super Mario Bros. 2 va ser un èxit tal que va ser posat en llibertat al Japó el 1992 amb el títol de Super Mario USA. De la mateixa manera, Nintendo va llançar més endavant el japonès Super Mario Bros. 2 als Estats Units en forma de Super Mario Bros.: The Lost Levels com a part de la compilació Super Mario All Stars de SNES. Ambdós s'han llançat per a la Wii, l'original de NES a la Virtual Console i la compilació en format físic.

## Re-llançaments

### Super Mario All-Stars
El 1993, Nintendo va publicar una compilació per a Super Famicom / SNES titulada Super Mario All-Stars. Inclou tots els jocs de Super Mario Bros. llançat per a la consola NES i Family Computer Disk System. La versió de Super Mario Bros2 unitats incloses en la compilació ha millorat els gràfics i el so perquè coincideixi amb capacitats de 16 bits de la Super Family Computer i de SNES, així com alteracions menors en alguns mecànics de col·lisió. És possible canviar el personatge després de perdre una sola vida, mentre que la versió original permet canviar només després de completar un nivell, o quan el jugador perd totes les seves vides i tria "Continuar", fent el joc molt més indulgent en triar un personatge no adeptes a algun nivell específic. El jugador comença amb 5 vides en comptes de 3, i el joc d'escurabutxaques guanya un bo addicional; si el jugador obté tres "7", el jugador guanya deu vides.

### BS Super Mario USA
Al març-abril del 1996, Nintendo col·laborà amb l'emissora de ràdio per satèl·lit St. GIGA per llançar una versió ura o gaiden del sistema Satellaview, que ofereix millores audiovisuals de 16 bits similar a la de Super Mario All-Stars. Aquest nou joc es titula BS Super Mario USA Power Challenge (BSスーパーマリオUSAパワーチャレンジ, BI Essu Supa Mario USA Pawa Charenji), i com tots els títols Satellaview va sortir de forma episòdica en una sèrie de volums setmanals. BS Super Mario USA Power Challenge mai va ser llançat fora del Japó i, com en tots els altres títols Satellaview mai ha estat publicades de nou com un títol independent. El joc existeix en l'actualitat únicament en format ROM i cotitza en línia pels entusiastes d'emulació Satellaview.

### Super Mario Advance
El 2001, Super Mario Bros. 2 va rebre una altra versió, aquesta vegada basat en la nova versió All-Stars, com a part de la sèrie Super Mario Advance, que també conté una nova versió de Mario desenvolupat per Nintendo EAD, essent un títol de llançament per a la Game Boy Advance. La versió de Super Mario Advance de Super Mario Bros. 2 inclou diverses característiques noves, com l'addició de l'enemic Robirdo, un Birdo robòtic que actua com el cap de World 3, en substitució de Mouser; l'addició de la Yoshi Challenge, en la qual els jugadors poden tornar etapes per buscar ous de Yoshi; i un totalment nou sistema de punt d'anotar,similar a la utilitzada en l'esmentat BS Super Mario USA Power Challenge. Millores gràfiques i d'àudio apareixen en forma de sprites ampliats, múltiples combos d'atac, actuació de veu digitals, i aquests canvis estilístics i estètics menors com un nivell de salut-metres per defecte alterat, cap d'ordre, antecedents, la mida del cor, Princesa Toadstool va ésser reanomenada com l'ara estàndard "Princess Peach", i la inclusió d'una campaneta per anunciar estrelles. El 16 de juliol de 2014 el joc va ser llançat a la Consola Virtual japonesa de Wii U.

### Altres
El joc va ser dut a l'arcade Nintendo Play-Choice 10. El joc va sortir a la Virtual Console de Wii el 25 de maig de 2007 a PAL, el 2 de juliol a Amèrica i el 10 d'agost al Japó, a la de Nintendo 3DS el 28 de novembre de 2012 al Japó, l'11 de juliol de 2013 a Amèrica i el 7 d'agost a PAL, i a la de Wii U internacionalment el 16 de maig de 2013 i al Japó el 19 de març de 2014.
Super Smash Bros. Brawl compta amb obres mestres, demos curtes de jocs. Una obra mestra desbloqueable és Super Mario Bros. 2 Aquí, el jugador comença amb Peach immediatament (però, és possible canviar a un personatge diferent si el jugador aconsegueix un Joc sobre abans que es veuen obligats a sortir del joc). Per desbloquejar-lo, cal guanyar 5 baralles amb Peach.

## Recepció

### Vendes i crítica
Super Mario Bros. 2 va vendre deu milions de còpies, i va ser el tercer joc de major venda mai llançat en Nintendo Entertainment System en aquest moment. Nintendo Power mostra Super Mario Bros. 2 com el vuitè millor videojoc Nintendo Entertainment System, esmentant que tot i no ser llançat originalment com un joc de Mario, era capaç de valer pels seus propis mèrits i prendre la seva única en format de marca de la sèrie. Super Mario Bros. 2 es va classificar 108 de 200 dels "Jocs més grans del seu temps", d'Electronic Gaming Monthly. GamesRadar va classificar el 10è millor joc de NES mai s'ha fet. El personal que complementa i altra 8-jocs de bits per ser una millora més gran que les seqüeles del 2012, que van pensar havien vist només petites millores.
Quan es va tornar a publicar el 2001 com Super Mario Advance va rebre crítiques generalment positives, obtenint un marcador global de 84% en Metacritic. Un crític va arribar a la conclusió "de tot la nostàlgia i la influència històrica de costat, Super Mario Bros. 2 és encara un joc val la pena jugant en els mèrits del seu mode d'un jugador", també va dir que "l'única raó per la qual no pot voler a recollir sé si... que ja posseeix en una altra manera". No obstant això, GameSpot va pensar que Super Mario Bros. 3 o Super Mario World hauria estat millor opció que fossin jocs de llançament tenint en compte la seva popularitat respectiva; els dos títols van ser finalment també refets com a part de la sèrie Super Mario Advance. Per contra, IGN va elogiar l'elecció, que va qualificar d'"un dels jocs de plataformes més polits i creatius de l'època". El joc va ser nomenat un dels millors jocs de NES mai per IGN, dient que el joc ofereix una major diversitat en els gràfics i jugabilitat que l'original,per la qual cosa és un gran joc de pont entre els altres títols de NES Mario. També van cridar a la música que es reprodueix en la batalla contra el cap final de berrugues en els vuit millors de 8 bits cap final Themes.

### Llegat

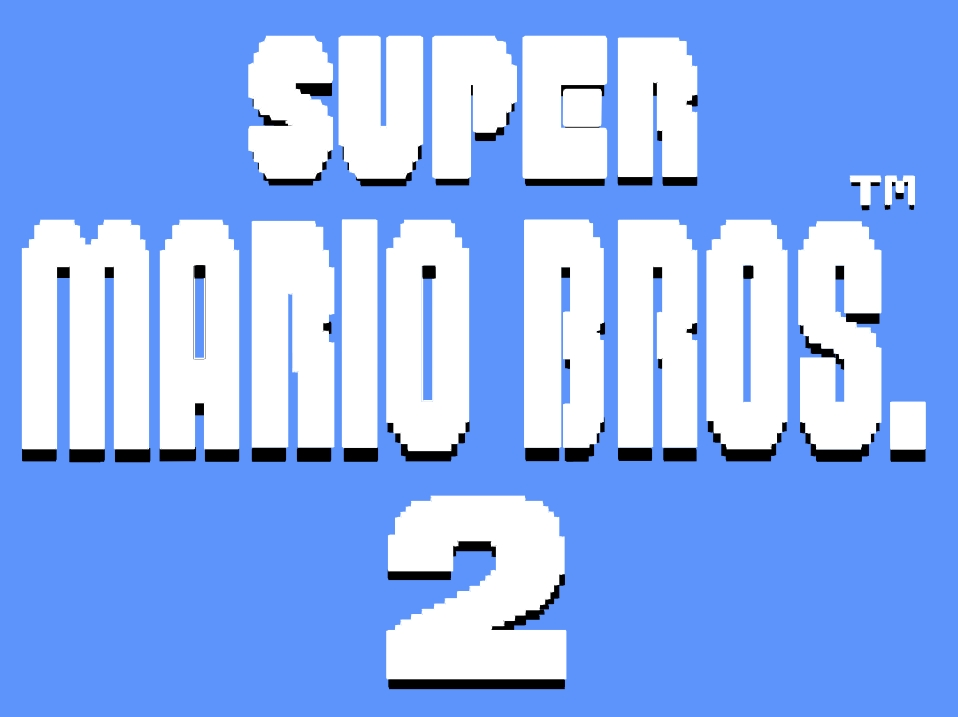
El logotip del joc segons aquest mateix.

Molts elements de Super Mario Bros. 2 han aparegut en seqüeles posteriors i en sèries relacionades. El joc afegeix la capacitat per recollir i llançar enemics i objectes. Una característica definitòria del seu prototip més antic, aquest moviment s'ha convertit en part del repertori permanent de Mario, que apareixen en altres jocs de Mario incloent Super Mario Bros. 3, Donkey Kong (Game Boy), Super Mario World, Super Mario Land 2: 6 Golden Coins, Super Mario 64, Super Mario Sunshine, Mario vs. Donkey Kong, New Super Mario Bros., Super Paper Mario, New Super Mario Bros. Wii, Super Mario Galaxy, Super Mario Galaxy 2, New Super Mario Bros. U, i Super Mario 3D World, essent aquest que conté els mateixos personatges jugables amb les mateixes capacitats físiques bàsiques de Super Mario Bros. 2.
La sèrie New Super Mario Bros. també inclou elements i idees originalment proposats pel prototip d'aquest joc. Els elements multijugador originalment proposats, finalment es van fer realitat en el joc per a Wii, on fins a quatre jugadors poden jugar de forma competitiva o cooperativa. Aquest joc incorpora els elements competitius de l'original Mario, amb el desplaçament vertical de Super Mario Bros. freqüents en aquest joc, i també els altres jocs de la sèrie que va seguir després del llançament de Wii.
Molts dels personatges de Super Mario Bros. 2 han estat assimilats per l'univers de Mario, així com Birdo, Pokeys, Bob-ombs i Shy Guys. Aquest és el primer joc en el qual la Princesa Peach i Toad es presenten com personatges jugables. La princesa Peach mateixa ha protagonitzat eventualment en altres jocs de Mario, com Super Princess Peach mentre que Toad ha rebut papers secundaris en posteriors jocs de Mario i ha participat en jocs com Wario's Woods i New Super Mario Bros. Wii. Aquest és també el primer joc en el qual Luigi va rebre l'aspecte que té avui en dia; en particular, que és més alt que Mario. En la sèrie Super Smash Bros., Peach no només té la capacitat d'arrencar i llençar verdures, però també pot surar en l'aire, tant en la mateixa manera que en aquest joc. Super Smash Bros. Melee té una etapa anomenada Mushroom Kingdom II, que es basa en Super Mario Bros. 2, encara que les imatges són més similars a la versió vista en Super Mario All-Stars. L'etapa també té personatges en la seva forma de sprites en 2D, incloent Pidget i Birdo. La sèrie de televisió The Super Mario Bros. Super Show produïda per DIC Entertainment té segments característics dels personatges de Super Mario Bros. 2.